# Boris Fitinhof-Schell
Baron Boris Alexandrovich Fitinhoff-Schell, conocido como Boris Fitinhof-Shell (Morshansk, Óblast de Tambovm 14 de agostojul./ 26 de agosto de 1829greg. - San Petersburgo, 13 de septiembrejul./ 26 de septiembre de 1901greg.), fue un compositor y aristócrata ruso, conocido principalmente por sus óperas y ballets, representados por el Ballet Mariinski de San Petersburgo. Estudió en el conservatorio de Moscú, donde fue compañero de Piotr Ilich Chaikovski.

## Óperas
- Mazeppa (1859)
- Tamara (1886)
- Don Juan Tenorio (1888). Basada en el mito de Don Juan.
- Mary Stuart, no representada.
- Heliodora, no representada

## Ballets
- The Haarlem Tulip (1885)
- Cinderella (1893)